# Non uccidere!
Non uccidere! è un film di Mario Volpe del 1920.